# Thalpophila obscura
Thalpophila obscura är en fjärilsart som beskrevs av Barend J. Lempke 1965. Thalpophila obscura ingår i släktet Thalpophila och familjen nattflyn. Inga underarter finns listade i Catalogue of Life.